# Diosdado Talamayan

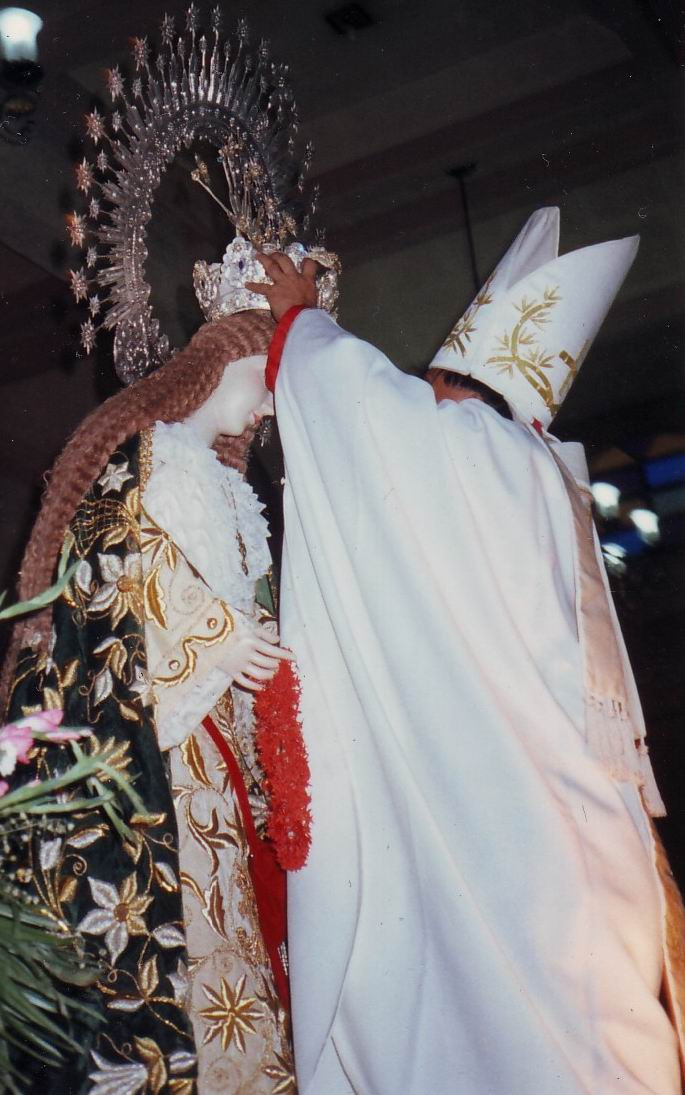
Diosdado Talamayan

Diosdado Aenlle Talamayan (Manilla, 19 oktober 1932) is een Filipijnse rooms-katholieke geestelijke. Sinds 2011 is hij emeritus-aartsbisschop van Tuguegarao.

## Biografie
Talamayan studeerde theologie aan de University of Santo Tomas. In 1957 behaalde hij er zijn licentiaat Theologie. Na zijn wijding tot priester op 30 november 1956 werkte Talamayan van 1957 tot 1959 als docent aan het San Jacinto-seminarie in Tuguegarao in de provincie Cagayan. Aansluitend behaalde hij in 1961 zijn doctoraal-diploma (STD) aan de Pauselijke Universiteit van Salamanca en een jaar later voltooide hij een Ph.D aan de Universidad Central de Madrid. Van 1961 tot 1967 was hij kanselier van het aartsbisdom Tuguegarao. aansluitend was hij van 1967 tot 1968 president van het Lyceum van Aparri in Aparri, waarna hij in 1971 werd benoemd tot vicaris-generaal van Tuguegarao. Naast deze functie die hij tot 1986 zou vervullen was hij bovendien van 1971 tot 1982 opzichter van alle katholieke scholen van Aparri. In 1984 werd hij, op 51-jarige leeftijd benoemd tot hulpbisschop van het aartsbisdom Tuguegarao en titulair bisschop van Girus. Twee jaar, op 31 januari 1986 volgde een benoeming tot aartsbisschop van datzelfde aartsbisdom. Talamayan was tijdens het presidentschap van Gloria Macapagal-Arroyo een van haar bondgenoten binnen de Filipijnse bisschoppenconferentie. 
In 2011 ging Talamayan met pensioen. Hij werd opgevolgd door aartsbisschop Sergio Utleg..